# Діти Мафусаїла
Діти Мафусаїла (англ. Methuselah's Children) — науково-фантастичний роман Роберта Гайнлайна. Входить у цикл творів «Історія майбутнього». Опублікований журналом Astounding Science Fiction, частинами із липня по вересень 1941. Був розширений автором у 1958 році.
У 1997 роман поміщений в «Зал слави» літературної премії «Прометей» як «класичний науково-фантастичний роман, який пропагує ідеї лібертаріанства».

## Сюжет
Починаючи з бакалійника, Айра Ховард розбагатів як маркітант-оптовик під час Громадянської війни в США, але помер у віці 49 років. У своєму заповіті він висловив бажання  заснувати фонд, що фінансуватиме селекційні шлюби людей, що мали в роду довгожителів, з метою вивести біологічний вид людей, здатних прожити кілька століть, практично не старіючи. Перші діти від шлюбів, що заохочувались «Фондом Говарда», народились у 1875 році.
До XXII століття «Сім'ї Говарда» тримали своє існування в секреті, застосовуючи «Маскарад»: періодично члени Сімей фальсифікували свою смерть і змінювали адреси та імена.
«Маскарад» допоміг Сім'ям пережити диктатуру Неємії Скудера. Але потім деякі члени Сімей зажадали розкрити таємницю, вважаючи, що земне суспільство готове прийняти їх. На той час уже були говардіанці, які прожили 150 і більше років. Через 11 років, в 2125 році, починається масова істерія, після чого нестійка демократична система готова впасти, оскільки суспільство вимагає «вирвати» у говардіанцев таємницю «вічного життя»: ніхто не повірив в копітку селекційну роботу. Адміністратор Слейтон Форд, лідер США, вважає, що Сім'ї говорять правду, але не може перешкодити парламенту відступитись від Конвенанту і уникнути силового сценарію щодо Сімей.
Найстаршим членом Сімей Говарда, виявляється Лазарус Лонг (третє покоління говардіанцев), що народився в 1912 році, він очолив операцію порятунку Сімей. На той час їх було близько 110 тисяч людей.
Говардіанці, завдяки таємному угоді з Слейтоном Фордом, викрадають зореліт «Нові рубежі» і залишають Сонячну систему. Форд змушений втекти разом з говардіанцями.
Використовуючи безінерційний двигун, винайдений говардіанцем Ендрю Джексоном Ліббі, корабель розганяється до релятивіських швидкостей. Перша планета, яку вони відвідують, населена гуманоїдними мешканцями, одомашненими таємничими богоподібними істотами. Коли у землян виявляють нездатність до подібного одомашнення, боги висилають їх з планети і спрямовують їх корабель до планети в іншії зоряній системі.
На цій планеті немає хижаків та райські природні умови. Її невеличкі мешканці є частиною групового розуму, зі здібностями маніпулювати навколишнім середовищем на генетичному та молекулярному рівні, вони не розрізняють індивідуальність людей. Розділяючи свою свідомість на декілька десятків істот, вони зберігають її від смерті. На бажання землян вони модифікують смак плодів під звички землян та просять їх не займатись будівництвом і жити в єдності з природою.
Друга за віком говардіанка Марія Шперлінг, боячись смерті, приєднується до однієї з групових свідомостей і втрачає свою особистість. Сім'ї ще більше лякаються, коли на їх прохання про вдосконалення, груповий розум генетично змінює першу дитину, народжену на планеті, у нову, чужорідну форму. Більшість членів Сімей приймають рішення повернутись на Землю і поборотись за свої права. Ліббі, за допомогою групового розуму, вдосконалює свій двигун, щоб літати з надсвітловою швидкістю, і долетіти назад за декілька тижнів.
Сім'ї повертаються до Сонячної системи через 74 роки після свого відльоту і виявляють, що вчені Землі винайшли спосіб збільшення тривалості життя і на Землю насувається демографічний вибух.
Земля радо вітає Сім'ї Говарда, оскільки вони володіють технологією подорожей з надсвітловою швидкістю. Лонг та Ліббі вирішують залучити інших членів Сімей досліджувати космос за допомогою нового двигуна.

## Зв'язок з іншими творами Гайнлайна
- Лазарус Лонг вперше з'являється в цьому романі. Також він зображається в романах  «Достатньо часу для кохання», «Число звіра», «Кіт, що проходив крізь стіни», «Відплисти за захід сонця».

- Ендрю Джексон Ліббі раніше зустрічався в оповіданні «Невдаха». Також є персонажем романів з учасню Лазаруса Лонга.